# Kaliaman
Kaliaman is een bestuurslaag in het regentschap Japara van de provincie Midden-Java, Indonesië. Kaliaman telt 6871 inwoners (volkstelling 2010).